# 訃報 2017年8月
訃報 2017年8月（ふほう 2017ねん8がつ）では、2017年8月に物故した、又は物故が報じられた人物についてまとめる。

## (1日 - 15日)

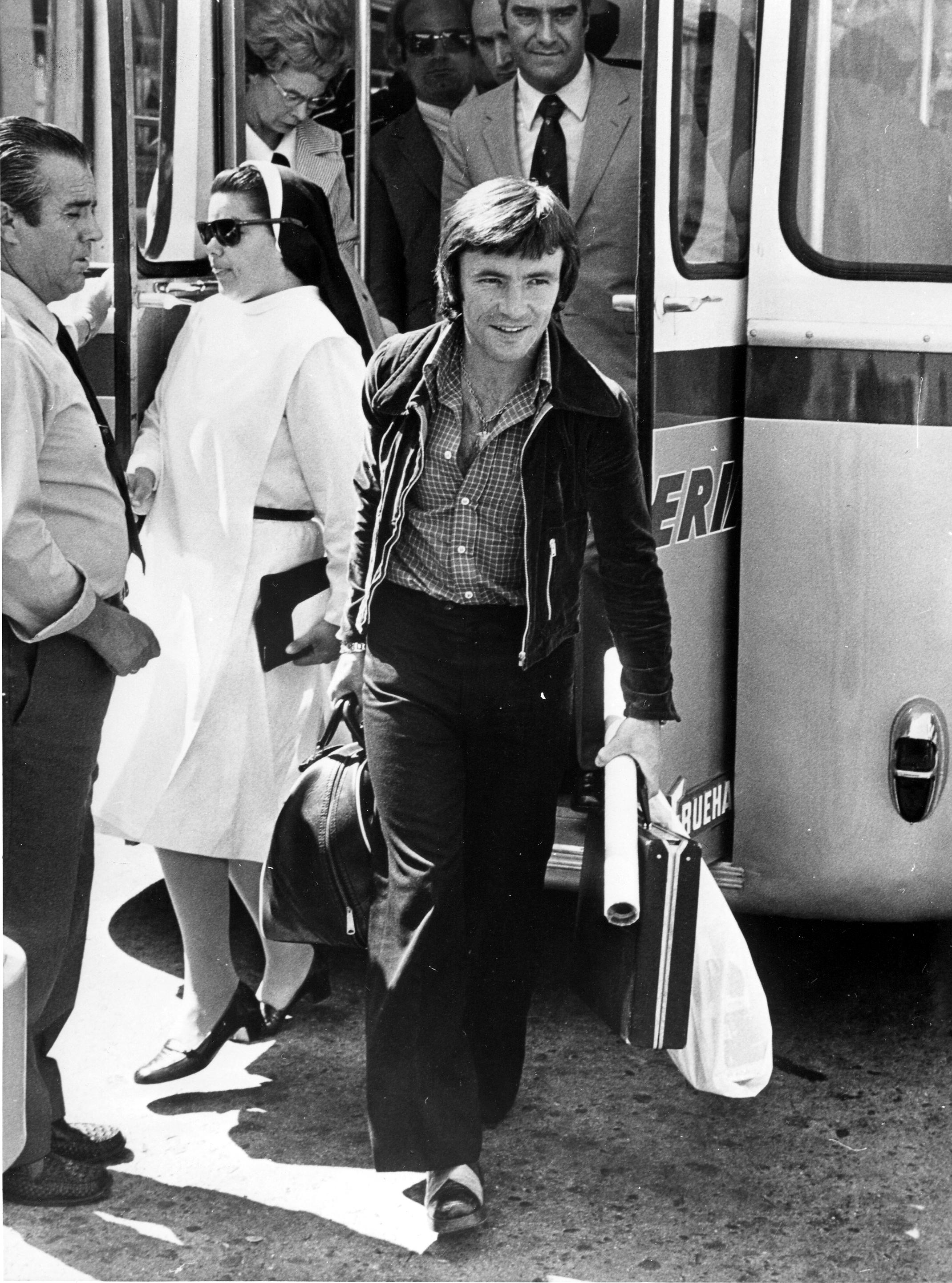
アンヘル・ニエト／8月3日没

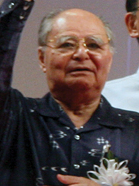
上原康助／8月6日没

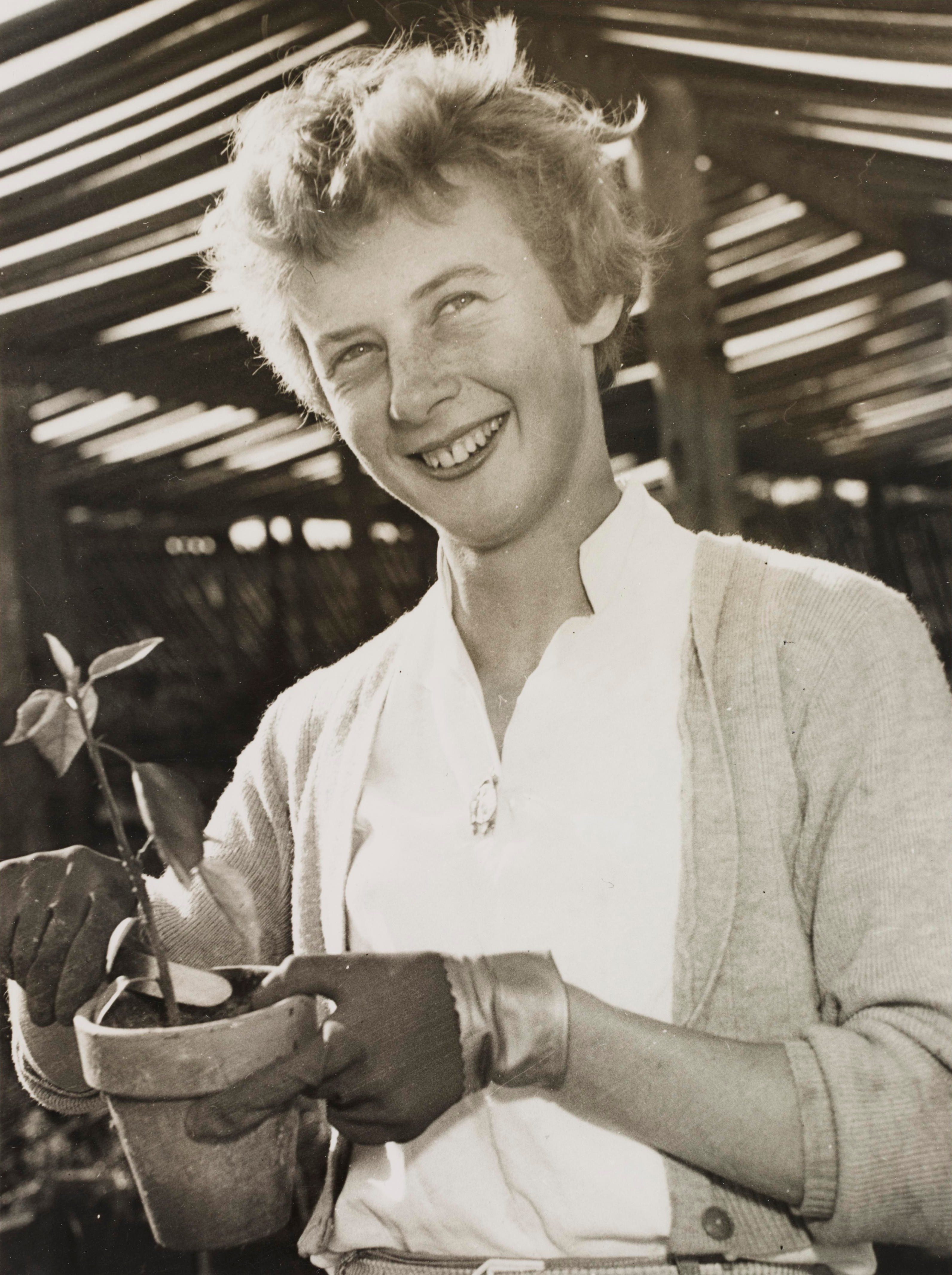
ベティ・カスバート／8月6日没

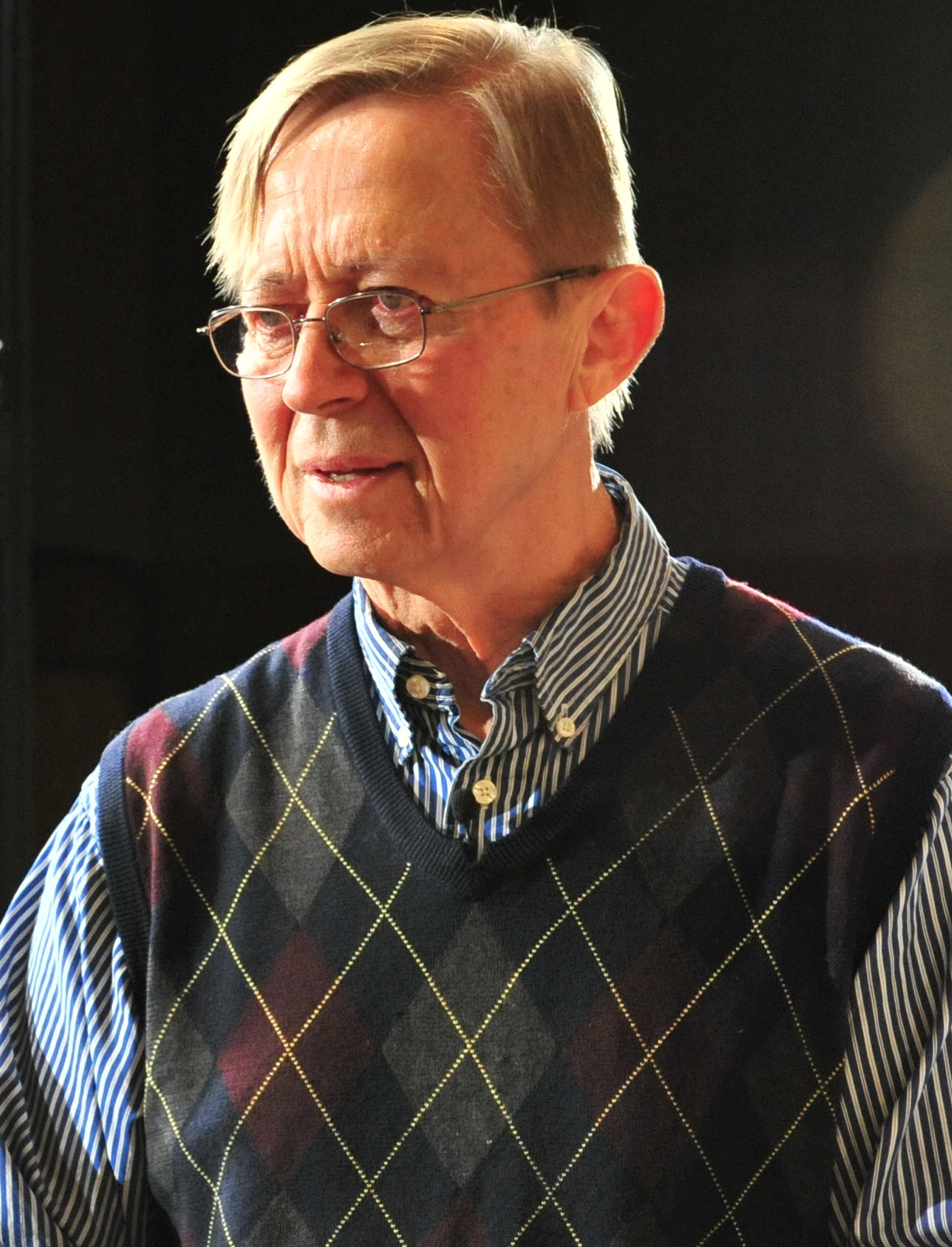
デイヴィッド・マスランカ／8月6日没

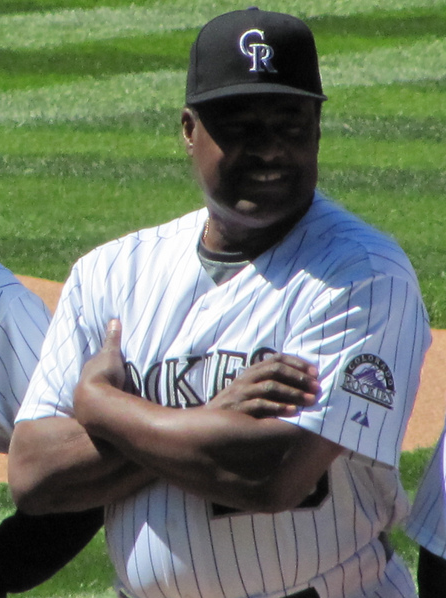
ドン・ベイラー／8月6日没

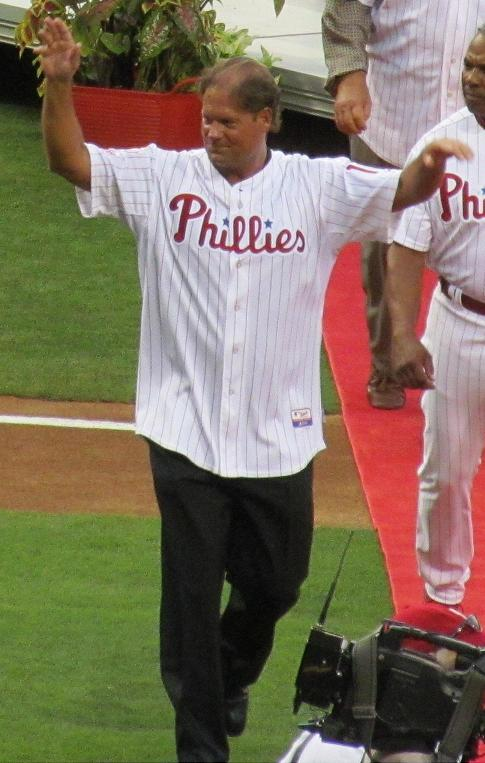
ダレン・ドールトン／8月6日没

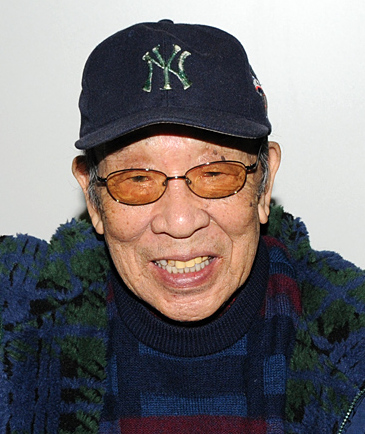
中島春雄／8月7日没

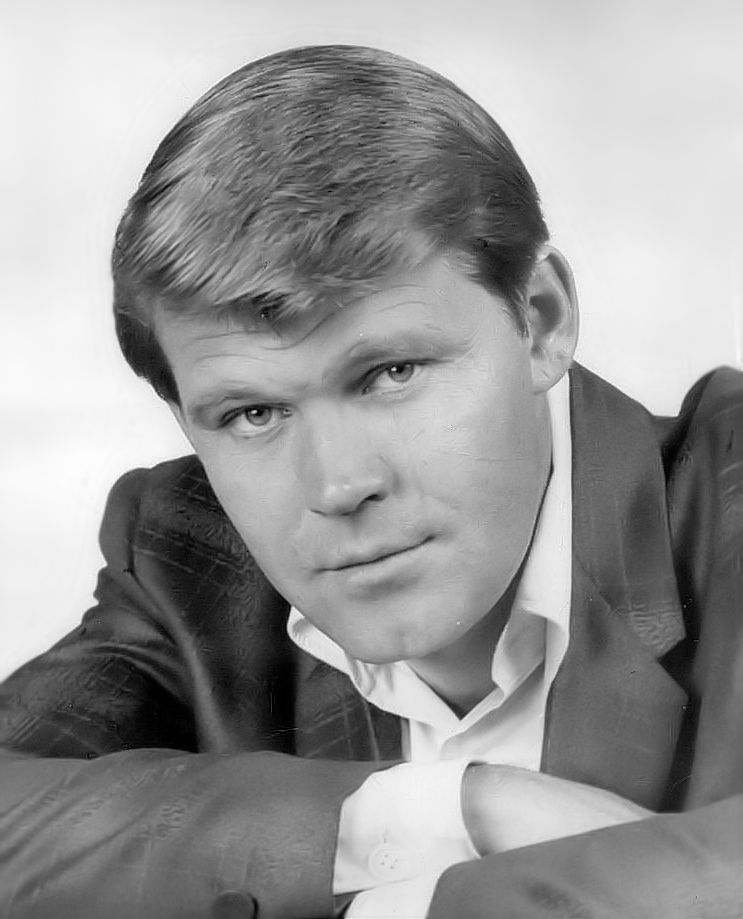
グレン・キャンベル／8月8日没

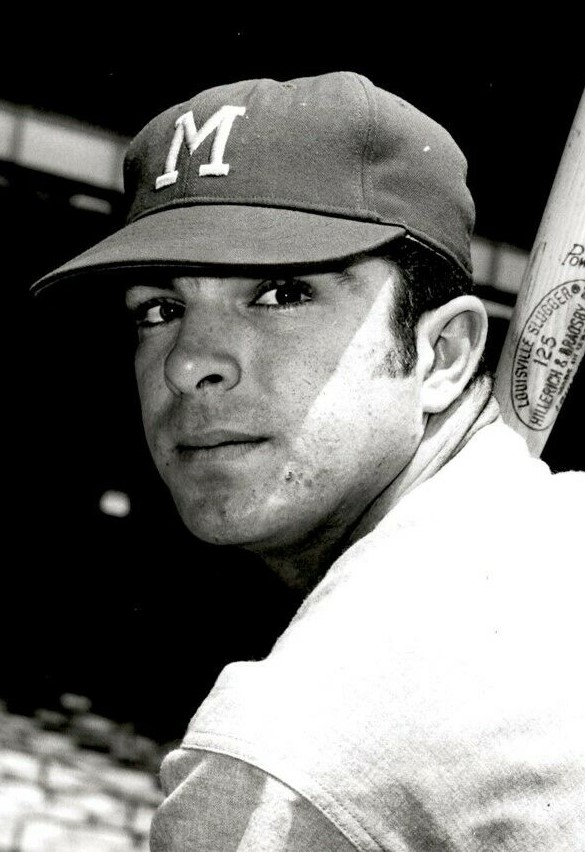
ダニー・ウォルトン／8月9日没

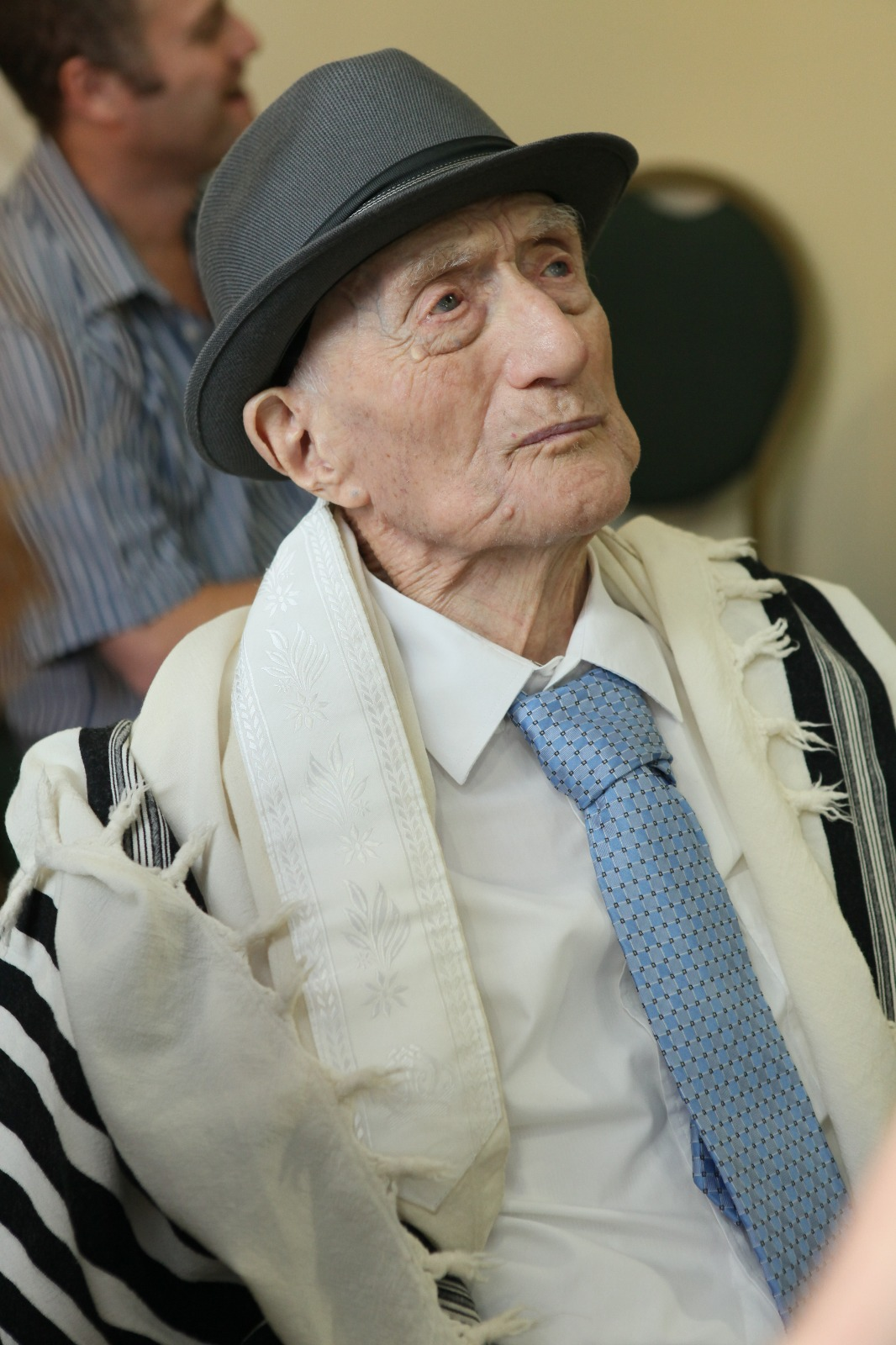
イスラエル・クリスタル／8月11日没

- 8月1日 - イアン・グレアム、イギリスの考古学者、マヤ文字碑文研究者（* 1923年）[1]
- 8月1日 - 城崎進、日本の神学者、元関西学院大学学長（* 1924年）[2]
- 8月1日 - 西村昭五郎、日本の映画監督（* 1930年）[3]
- 8月1日 - パトリック・トーマス、オーストラリアの指揮者（* 1932年）[4]
- 8月1日 - ジェフリー・ブラトマン（英語版）、アメリカ合衆国の実業家、コストコ共同創業者兼会長（* 1942年）[5]
- 8月1日 - 玉井宏章、日本の建築学者、長崎大学教授（* 1960年）[6]
- 8月1日 - ジェローム・ゴルマー（フランス語版）、フランスのテニス選手（* 1973年）[7]
- 8月2日 - 渋谷伝、日本の音楽学者、宮城教育大学名誉教授（* 1917年）[8]
- 8月2日 - 中久喜喬、日本の歯学者、東京歯科大学名誉教授（* 1926年）[9]
- 8月2日 - 梅田勝、日本の政治家、元日本共産党衆議院議員（* 1927年）[10]
- 8月2日 - 祐宗省三、日本の心理学者、広島大学名誉教授（* 1929年）[11]
- 8月2日 - 磯野恭子、日本のアナウンサー、ディレクター、元山口放送常務取締役（* 1934年）[12]
- 8月3日 - 大谷巌、日本の録音技師（* 1919年）[13]
- 8月3日 - 倉嶋厚、日本の気象学者、気象庁鹿児島地方気象台元台長、元日本放送協会解説委員（* 1924年）[14]
- 8月3日 - ロバート・ハーディ、イギリスの俳優（* 1925年）[15]
- 8月3日 - 菅野宗和、日本の工学者、元日本大学教授（* 1932年）[16]
- 8月3日 - 向笠慎二、日本の実業家、元大林組社長（* 1933年）[17]
- 8月3日 - 金村九二夫、日本の実業家、元舞鶴信用金庫理事長、元京都北都信用金庫副理事長（* 1933年?）[18]
- 8月3日 - アンヘル・ニエト、スペインのモーターサイクル・ロードレーサー（* 1947年）[19]
- 8月4日 - 宮城宏、日本の社会学者、元甲南女子大学長（* 1928年）[20]
- 8月4日 - 足羽俊夫、日本の洋画家、日南町美術館名誉館長（* 1931年）[21]
- 8月5日 - クリスチャン・ミヨ（英語版）、フランスのジャーナリスト、料理評論家（* 1928年）[22]
- 8月6日 - 上原康助、日本の政治家、労働運動家、元衆議院議員【日本社会党・社会民主党・民主党】、第59代北海道開発庁長官、第24代国土庁長官（* 1932年）[23]
- 8月6日 - 岩田信市、日本の画家、演出家（* 1935年）[24]
- 8月6日 - ベティ・カスバート、オーストラリアの陸上競技選手、1964年東京オリンピック女子400m走金メダリスト（* 1938年）[25]
- 8月6日 - ウラジミール・ダマリ、パレスチナの画家（* 1942年）[要出典]
- 8月6日 - デイヴィッド・マスランカ、アメリカ合衆国の作曲家（* 1943年）[26]
- 8月6日 - ドン・ベイラー、アメリカ合衆国の元プロ野球選手・指導者（* 1949年）[27]
- 8月6日 - 岸井大太郎、日本の法学者、法政大学教授（* 1953年）[28]
- 8月6日 - ダレン・ドールトン、アメリカ合衆国のプロ野球選手（* 1962年）[29]
- 8月7日 - 吉原米治、日本の政治家、元日本社会党衆議院議員（* 1928年）[30]
- 8月7日 - 中島春雄、日本の元俳優、スーツアクター、スタントマン（* 1929年）[31]
- 8月7日 - 大城芳樹、日本の化学者、大阪大学名誉教授（* 1930年）[32]
- 8月7日 - 長野文憲、日本のクラシックギタリスト（* 1947年）[33]
- 8月8日 - ホルヘ・ソレギエタ、アルゼンチンの政治家、元農林大臣、オランダ王妃マクシマ・ソレギエタの父（* 1928年）[34]
- 8月8日 - 瀬能礼子、日本の女優、声優（* 1933年）[35]
- 8月8日 - リウス、メキシコのイラストレーター、漫画家（* 1934年）[36]
- 8月8日 - 出光元、日本の俳優（* 1935年）[37]
- 8月8日 - グレン・キャンベル、アメリカ合衆国のカントリー・ミュージック歌手、ギタリスト、テレビ司会者、俳優（* 1936年）[38]
- 8月8日 - 真理明美、日本の女優（* 1941年）[39]
- 8月8日 - 倍賞鉄夫、日本の実業家、新日本プロレスリング株式会社元副社長、同リングアナウンサー（* 1949年）[40]
- 8月9日 - 北原鉱治、日本の市民運動家、三里塚芝山連合空港反対同盟（北原派）事務局長（* 1922年）[41]
- 8月9日 - 家田美智雄、日本の実業家、元ユニー社長・会長（* 1934年）[42]
- 8月9日 - ダニー・ウォルトン、アメリカ合衆国の元プロ野球選手（* 1947年）[43]
- 8月9日 - 岩上真珠、日本の社会学者、元聖心女子大学副学長（* 1949年）[44]
- 8月9日 - 中村京紫、日本の歌舞伎俳優（* 1965年）[45]
- 8月10日 - 孫福剛久、日本の舞台美術家（* 1923年）[46]
- 8月10日 - 阿部進、日本の教育評論家（* 1930年）[47]
- 8月10日 - 服部歊、日本の実業家、セイコーエプソン特別顧問（* 1938年?）[48]
- 8月10日 - 山本晋平、日本の応用生化学者、元高知大学学長（* 1938年?）[49]
- 8月11日 - イスラエル・クリスタル、イスラエル在住のユダヤ人男性、イスラエル史上最高齢、男性長寿世界一、センテナリアン（* 1903年）[50]
- 8月11日 - 両角良彦、日本の官僚、元通商産業事務次官、電源開発総裁（* 1919年）[51]
- 8月11日 - 太田原高昭、日本の農業経済学者、北海道大学名誉教授（* 1939年）[52]
- 8月11日 - 松澤隆司、日本のサッカー指導者、元鹿児島実業高校サッカー部総監督（* 1940年）[53]
- 8月11日 - 上原春男、日本の工学者、元佐賀大学学長（* 1940年）[54]
- 8月12日 - 赤嶺正雄、日本の政治家、元沖縄県与那城町長（* 1927年?）[55]
- 8月12日 - 徳嶋淳男、日本の政治家、元静岡県中川根町長（* 1927年?）[56]
- 8月12日 - 河盛純造、日本の元テニス選手、元デビスカップ日本代表（* 1941年）[57]
- 8月12日 - 北島智子、日本の官僚、厚生労働省関東信越厚生局長（* 1961年?）[58]
- 8月12日 - 山崎善久、日本の教育者、学校法人駿河台大学理事長（* 1967年）[59]
- 8月13日 - アウン・シュエ（英語版）、ミャンマーの民主化運動指導者、政治家、外交官、元国民民主連盟議長（* 1918年）[60]
- 8月13日 - 金子芳雄、日本の法学者、慶応大学名誉教授（* 1925年）[61]
- 8月13日 - 橋本明、日本のジャーナリスト、共同通信元記者（* 1933年）[62]
- 8月13日 - 安田征史、日本の実業家、セルモ会長（* 1940年）[63]
- 8月13日 - 古川義宏、日本の化学者、広島大学名誉教授（* 1945年?）[64]
- 8月13日 - 上田幸加、日本の書家、毎日書道展審査会員（* 1948年）[65]
- 8月14日 - 渡辺淳、日本の洋画家（* 1931年）[66]
- 8月14日 - 柳澤孝彦、日本の建築家（* 1935年）[67]
- 8月14日 - 赤木新介、日本の工学者、大阪大学名誉教授（* 1935年）[68]
- 8月14日 - 三宅幸夫、日本の音楽評論家、慶應義塾大学名誉教授（* 1946年）[69]
- 8月15日 - 笹森建美、日本の牧師、剣道家、小野派一刀流第17代宗家（* 1933年）[70]
- 8月15日 - 林喜右衛門、日本の能楽師、シテ方観世流（* 1941年）[71]
- 8月15日 - ドン・中矢・ニールセン、アメリカ合衆国のキックボクサー、格闘家（* 1960年）[72]

## (16日 - 31日)

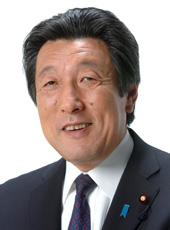
長島忠美／8月18日没

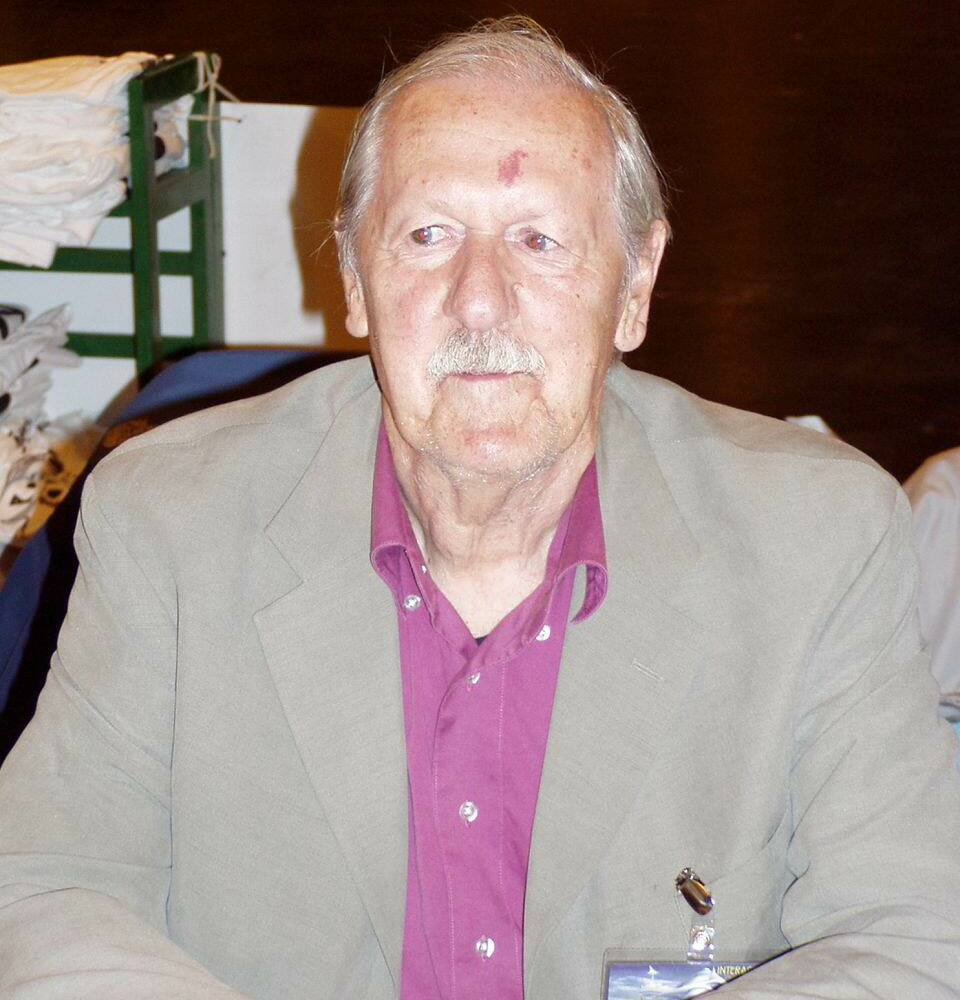
ブライアン・オールディス／8月19日没

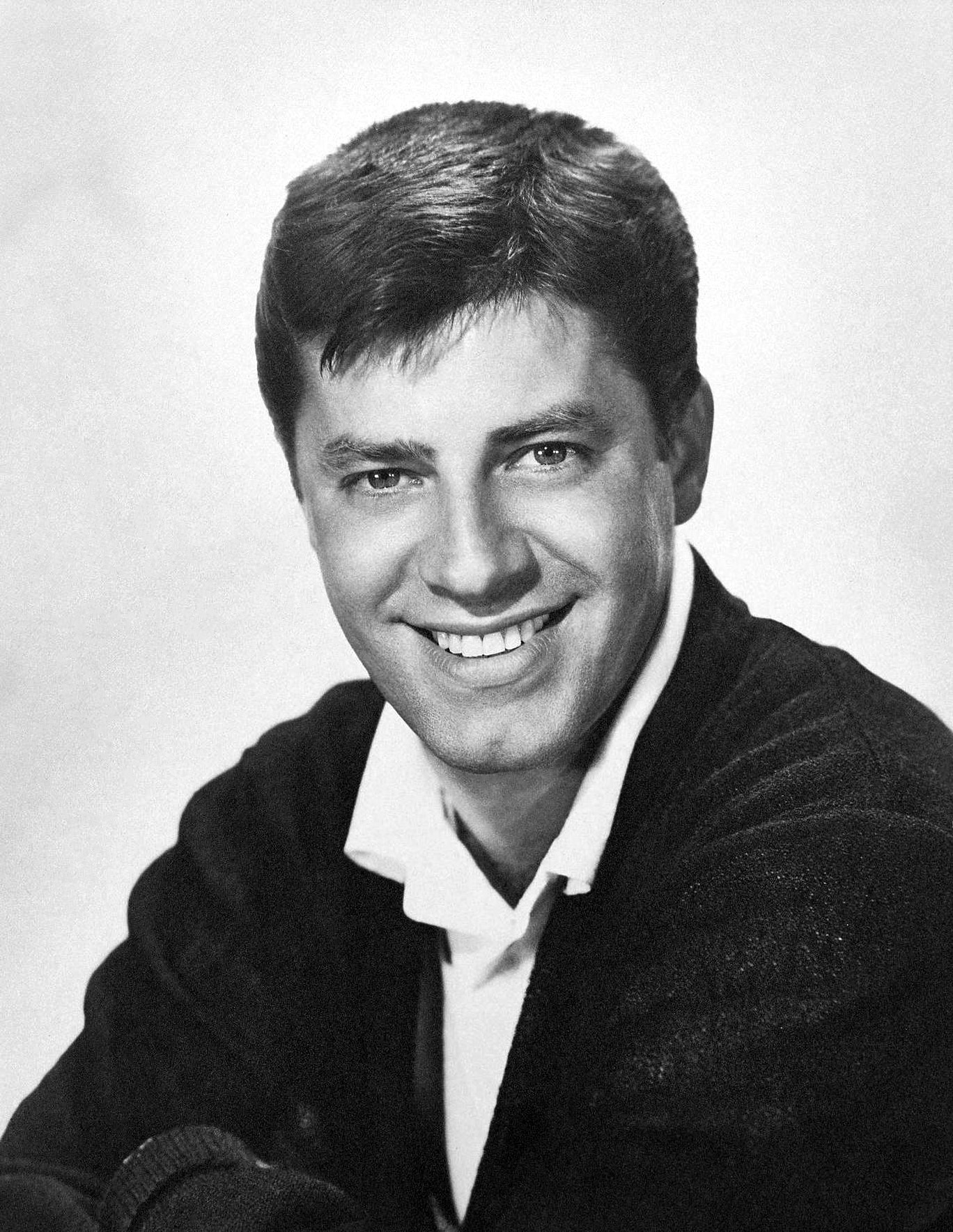
ジェリー・ルイス／8月20日没

ドン・ニコルズ（左）／8月21日没

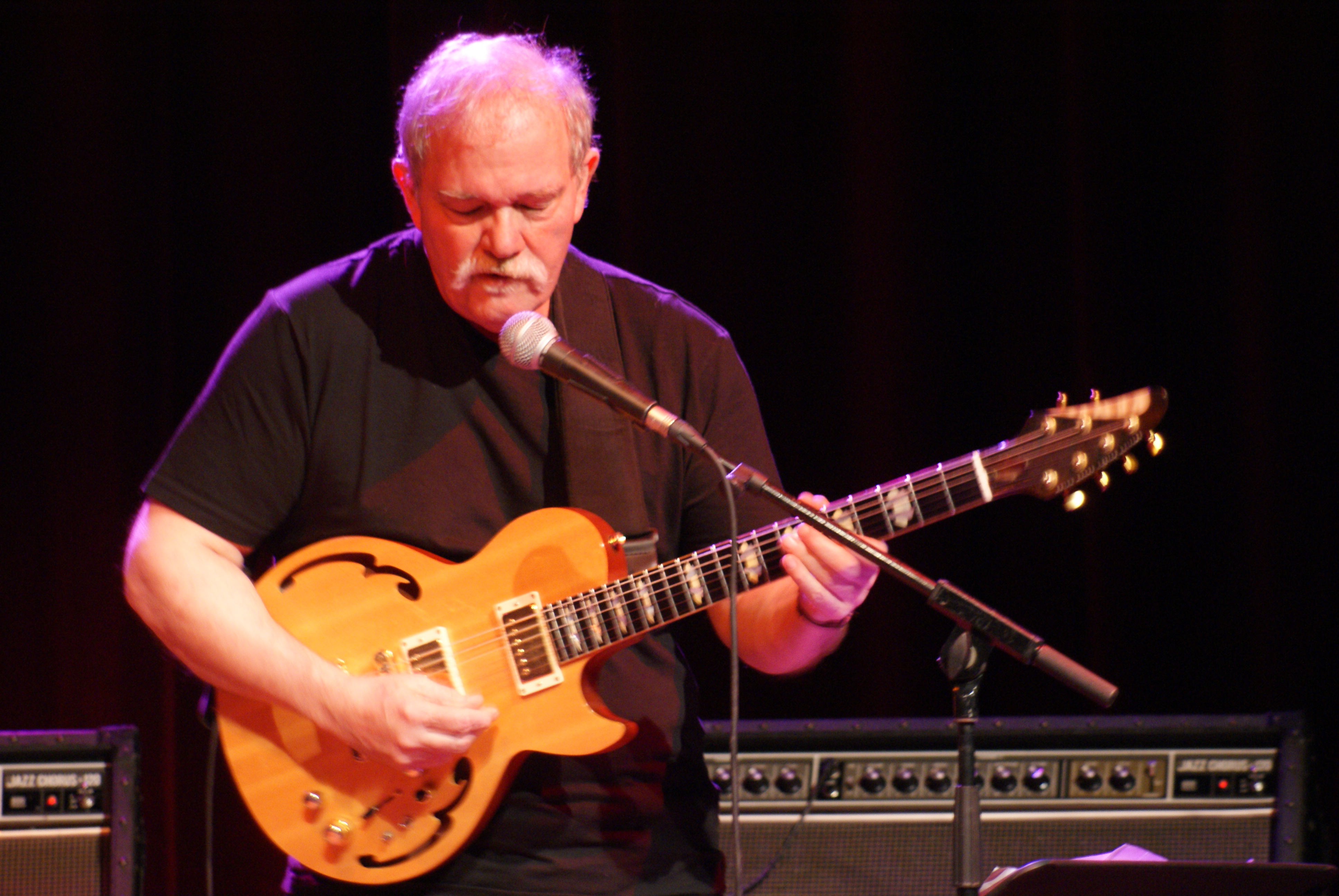
ジョン・アバークロンビー／8月22日没

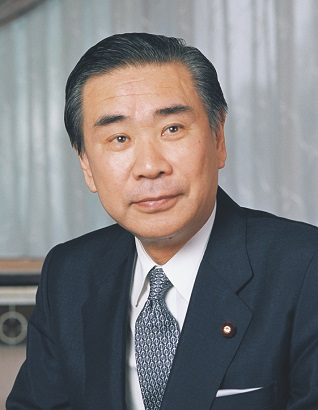
羽田孜／8月28日没

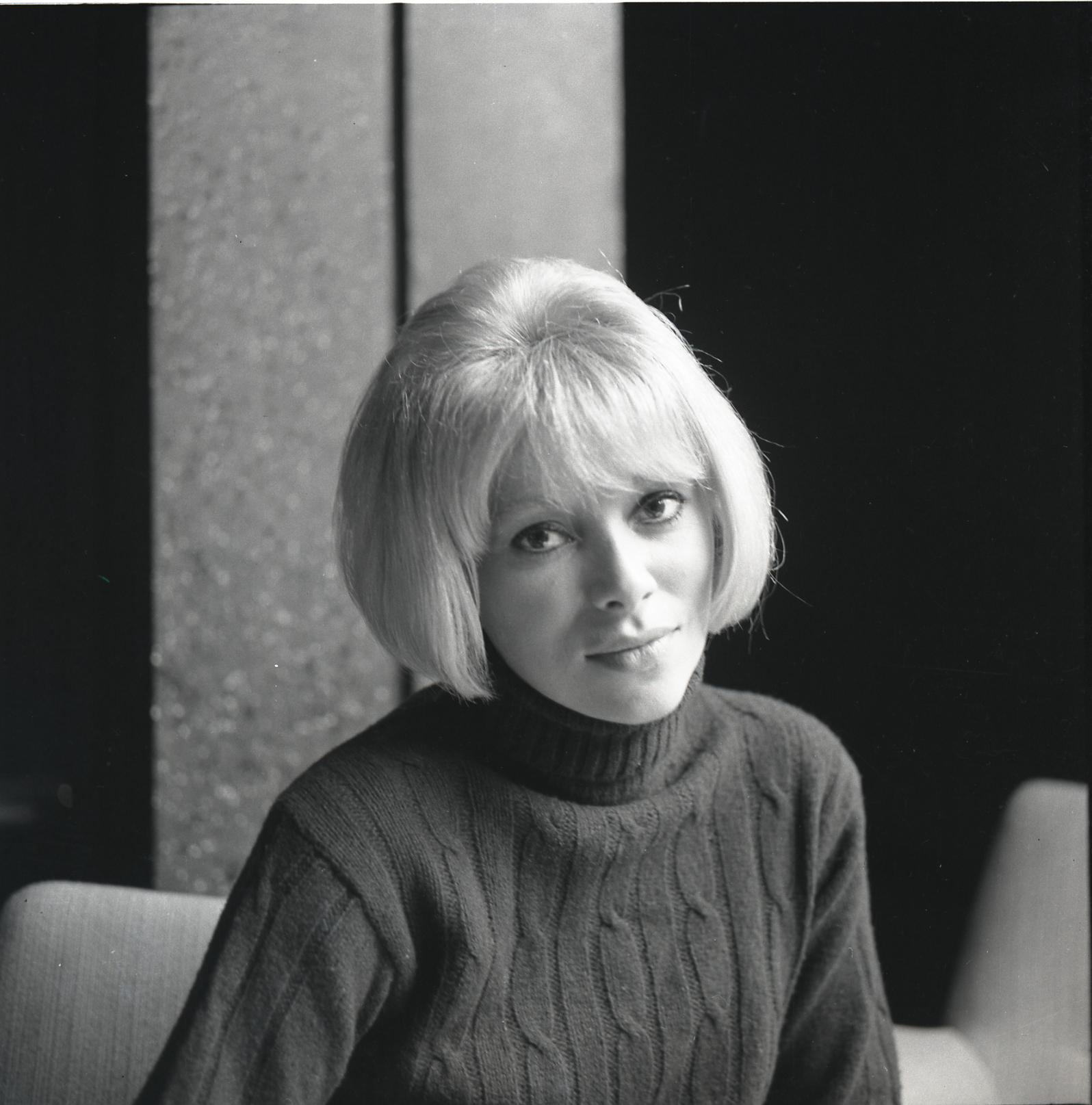
ミレーユ・ダルク／8月28日没

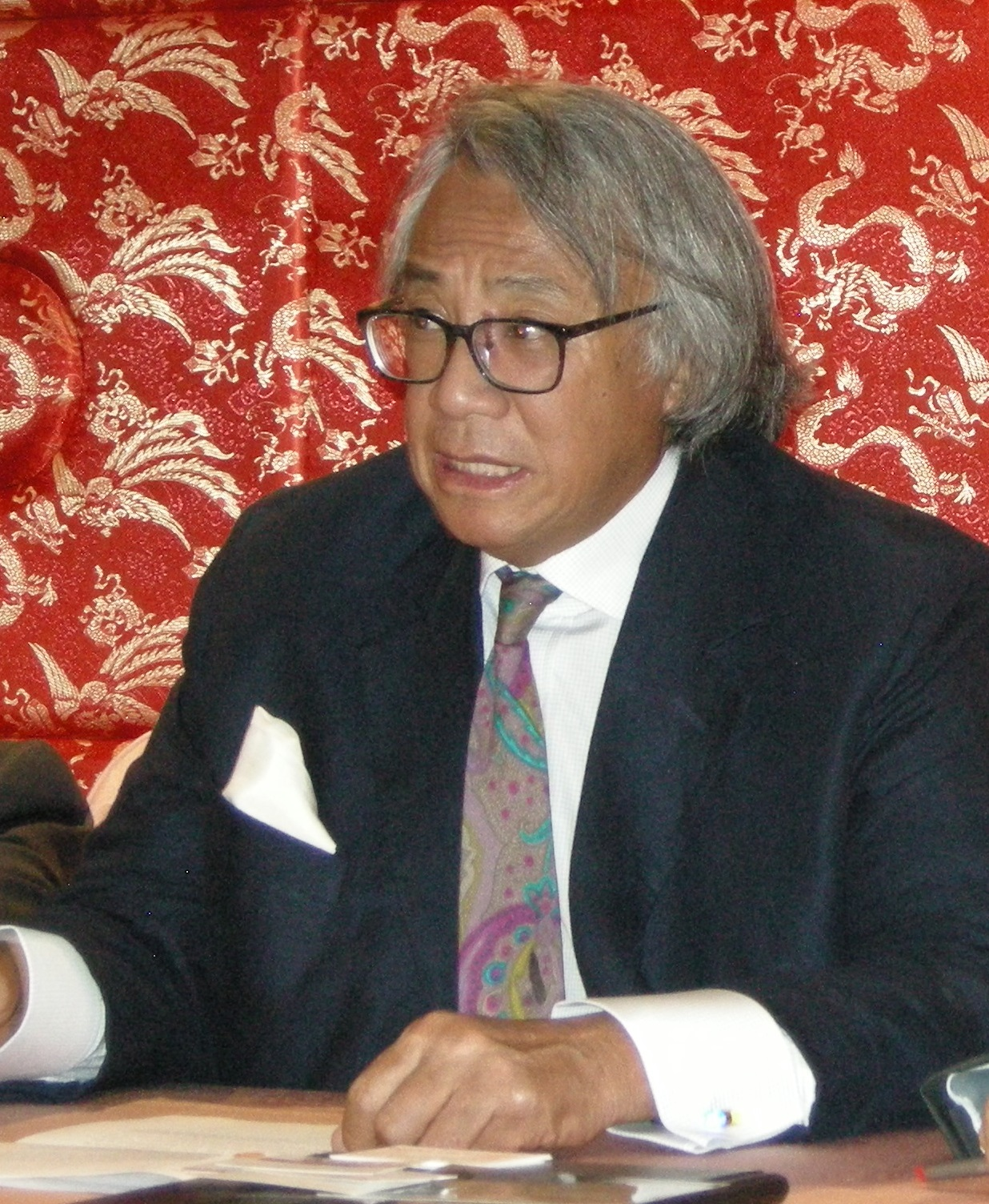
デヴィッド・タン／8月29日没

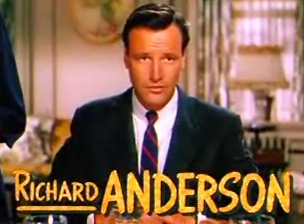
リチャード・アンダーソン／8月31日没

- 8月16日 - 坂井利之、日本の情報処理工学者、京都大学名誉教授、龍谷大学名誉教授（* 1924年）[73]
- 8月16日 - ピーター・ミルワード、イギリス出身の宣教師、イエズス会司祭、上智大学名誉教授、同大学ルネッサンスセンター所長（* 1925年）[74]
- 8月17日 - 北郷繁、日本の工学者、北海道大学名誉教授（* 1920年?）[75]
- 8月17日 - 松浦利尚、日本の政治家、元日本社会党衆議院議員（* 1925年）[76]
- 8月17日 - 向山巌、日本の経済学者、武蔵大学名誉教授（* 1929年）[77]
- 8月17日 - 中西健夫、日本の実業家、ナカニシヤ出版会長（* 1937年?）[78]
- 8月17日 - ソニー・ランダム、アメリカ合衆国の俳優（* 1941年） [79]
- 8月17日 - ファドワ・スライマーン（英語版）、シリアの女優・声優（* 1970年）[80]
- 8月18日 - 小山鳳来、日本の書家、毎日書道展参与会員（* 1926年?）[81]
- 8月18日 - 藤沢薫、日本の俳優、演出家、劇団京芸代表（* 1931年）[82]
- 8月18日 - 長島忠美、日本の政治家、自由民主党衆議院議員、元新潟県山古志村長（* 1951年）[83]
- 8月19日 - ブライアン・オールディス、イギリスの小説家（* 1925年）[84]
- 8月19日 - 村田一、日本の実業家、元昭和電工社長（* 1926年）[85]
- 8月19日 - 高松雄一、日本の英文学者、東京大学名誉教授（* 1929年）[86]
- 8月19日 - 山田深雪、日本の数学者、元島根大学学長（* 1929年）[87]
- 8月19日 - ディック・グレゴリー（英語版）、アメリカ合衆国のコメディアン、人権活動家（* 1932年）[88]
- 8月19日 - いさじ章子、日本の美術家（* 1948年）[89]
- 8月19日 - 杉山樹志、日本の俳優（* 1989年）[90]
- 8月20日 - 村田和美、日本の物理学者、北海道大学名誉教授（* 1925年?）[91]
- 8月20日 - ジェリー・ルイス、アメリカ合衆国の喜劇俳優、慈善家（* 1926年）[92][93]
- 8月20日 - 星野忠彦、日本の畜産学者、元東北大学教授（* 1927年）[94]
- 8月20日 - コリン・ミーズ（英語版）、ニュージーランドのラグビー選手（* 1936年）[95]
- 8月21日 - ドン・ニコルズ、アメリカ合衆国の実業家、シャドウ・レーシング・カーズ創設者（* 1924年）[96]
- 8月21日 - トーマス・ミーハン（英語版）、アメリカ合衆国の脚本家 (* 1929年)
- 8月21日 - 山本悌二郎、日本の政治家、元民社党衆議院議員（* 1930年）[97]
- 8月21日 - 斎藤夏風、日本の俳人（* 1931年）[98]
- 8月21日 - 飯塚普彬、日本の政治家、元島根県議会議長（* 1935年）[99]
- 8月21日 - 小川是[100]、日本の官僚、銀行家、元大蔵事務次官、元横浜銀行頭取（* 1940年）[101]
- 8月21日 - 高畠エナガ、日本の漫画家（* 1989年）[102]
- 8月22日 - 国広道彦、日本の外交官、元駐中国大使（* 1932年）[103]
- 8月22日 - 仲良太郎、日本の俳優（* 1943年）[104]
- 8月22日 - ジョン・アバークロンビー、アメリカ合衆国のギタリスト（* 1944年）[105]
- 8月22日 - 山根祥利、日本の弁護士、成蹊大学客員教授、元東京弁護士会副会長（* 1944年）[106]
- 8月22日 - トニー・デブラム（英語版）、マーシャル諸島の政治家、元外務大臣（* 1945年）[107]
- 8月22日 - 宮比のん、日本の作曲家、編曲家（* 1980年)
- 8月23日 - 村杉弘、日本の音楽学者、信州大学名誉教授（* 1927年）[108]
- 8月24日 - 下山瑛二、日本の法学者、元東京都立大学総長（* 1922年）[109]
- 8月24日 - 山内昌徳、日本の琉球民謡歌手（* 1922年）[110]
- 8月25日 - 高橋一、日本の統計学者、経済学者、公立鳥取環境大学理事長兼学長、一橋大学名誉教授（* 1947年）[111]
- 8月26日 - 中村雄二郎、日本の哲学者、明治大学名誉教授（* 1925年）[112]
- 8月26日 - ラッキー幸治、日本の太神楽曲芸師（* 1940年）[113]
- 8月26日 - バーナード・ポメランス（英語版）、アメリカ合衆国の劇作家（* 1940年）
- 8月26日 - トビー・フーパー、アメリカ合衆国の映画監督・脚本家（* 1943年）[114][115]
- 8月27日 - 高塚猛、日本の実業家、元福岡ダイエーホークス球団社長（* 1947年）[116]
- 8月27日 - 荒木恒竹、日本のアナウンサー、テレビ熊本アナウンス部長（* 1960年）[117]
- 8月28日 - 勅使河原安夫、日本の弁護士、元日本弁護士連合会副会長、元仙台弁護士会会長（* 1925年）[118]
- 8月28日 - 羽田孜、日本の政治家、元衆議院議員、第80代内閣総理大臣【自由民主党・新生党・新進党・太陽党・民政党・民主党所属】（* 1935年）[119]
- 8月28日 - 新倉芳美、日本の歌手（* 不明）[120]
- 8月28日 - ミレーユ・ダルク、フランスの女優（* 1938年）[121]
- 8月28日 - メリッサ・ベル（英語版）、アメリカ合衆国の歌手 (* 1964年）[122]
- 8月29日 - 梶原拓、日本の政治家、元建設官僚、元岐阜県知事（* 1933年）[123]
- 8月29日 - 早川信夫、日本のジャーナリスト、NHK解説委員（* 1953年）[124]
- 8月29日 - 古田信幸、日本の声優（* 1958年）[125]
- 8月30日 - 安部川澄夫、日本の銀行家、元大和銀行頭取、元関西国際空港会長（* 1922年）[126]
- 8月30日 - 谷口稜曄、日本の核廃絶運動家、日本原水爆被害者団体協議会代表委員（* 1929年）[127]
- 8月30日 - デヴィッド・タン、香港の実業家・慈善家、上海灘創設者（* 1954年）[128]
- 8月31日 - リチャード・アンダーソン、アメリカ合衆国の俳優（* 1926年）[129]
- 8月31日 - 江村美代子、日本の実業家、元ラピーヌ会長（* 1933年）[130]
- 8月31日 - 牧原のどか、日本の小説家（* 1964年）[131]